# Amy Wong
Amy Wong is een personage uit de animatieserie Futurama. Haar stem wordt gedaan door Lauren Tom.
Amy is een studente aan de Universiteit van Mars. Ze werkt als stagiaire bij de koeriersdienst Planet Express. Volgens geruchten werkt ze daar vooral omdat ze dezelfde bloedgroep heeft als Professor Farnsworth.

## Biografie
Amy komt uit een rijke Chinese familie. Haar ouders bezitten het gehele westelijke halfrond van Mars, en ook al het vee dat daar wordt gehouden. Als stereotiepe Aziaten willen haar ouders constant dat Amy spoedig trouwt. Eenmaal liet Amy zelfs Fry optreden als haar vriend om te voorkomen dat haar ouders haar zouden koppelen aan een onaantrekkelijke man.
In de serie staat Amy bekend als een vriendelijk en soms wat verlegen persoon die erg veel Martiaanse straattaal gebruikt. Haar standaard kleding bestaat uit een roze sweatshirt en dito broek. Ze kleed zich zo om te rebelleren tegen haar ouders. Indien ze kwaad is begint Amy vaak te vloeken in het Kantonees.
Amy’s meest kenmerkende eigenschap (volgens haarzelf) is dat ze enorm schattig is. Haar uiterlijk is vaak haar prioriteit. Volgens eigen zeggen heeft ze als tiener zelfs een operatie ondergaan om minder aantrekkelijk te worden, omdat ze te mooi was. Ironisch genoeg leed ze als kind aan overgewicht.
Amy heeft in de serie vele relaties gehad, maar geen van deze relaties heeft lang stand gehouden. Tijdens haar korte relatie met Fry moest ze zijn leven redden door zijn hoofd tijdelijk op haar lichaam te laten zetten. Hierdoor heeft ze nog altijd een litteken op haar schouder. Later had ze een relatie met Kif Kroker.
Amy heeft verschillende tatoeages die tussen afleveringen vaak opduiken en weer verdwijnen. Deze tatoeages spelen vaak alleen een rol in de aflevering waarin ze ze krijgt, maar niet meer in latere afleveringen.
Amy is een ervaren piloot en kan eveneens het Planet Express schip besturen. Dit heeft ze geleerd door urenlang te spelen met een klauwspeelautomaat totdat ze alle prijzen uit de machine had gewonnen.